# Arenaria dicranoides
Arenaria dicranoides är en nejlikväxtart som beskrevs av Carl Sigismund Kunth. Arenaria dicranoides ingår i släktet narvar, och familjen nejlikväxter. Inga underarter finns listade i Catalogue of Life.